# Aechmea leptantha
Espèce
Classification phylogénétique
Synonymes
- Portea leptantha Harms

Aechmea leptantha est une espèce de plantes à fleurs de la famille des Bromeliaceae, endémique du Brésil.

## Synonymes
- Portea leptantha Harms[1].

## Distribution
L'espèce est endémique des États de Paraíba et de Pernambuco au nord-est du Brésil.

## Description
L'espèce est épiphyte.